# Coco Solo
Pour les articles homonymes, voir Solo.
Coco Solo était une base navale américaine de sous-marins établie en 1918 dans l'océan Atlantique, au nord-ouest du Canal de Panama, près de Colón. Dans les années 1960, tous les sous-marins furent retirés, seuls quelques militaires américains restèrent.

## Histoire
Pendant la Seconde Guerre mondiale, Coco Solo servit également de base aéronavale, hébergeant un escadron de P-38 Lightning.
Du début des années 1980 et jusqu'au milieu des années 1990, Coco Solo fut utilisée par l'US Navy, les Corps de Marines, et l'US Army comme un centre résidentiel et administratif en complément des installations de l'île Galeta (en).
Après la restitution du Canal de Panama en 1999, l'activité militaire américaine cessa à Coco Solo mais également à partir de l'île Galeta.
Actuellement, le site abrite deux grands terminaux pour conteneurs, incluant Manzanillo International Terminal, le plus grand terminal de ce type en amérique latine.
En 1936, le militaire et sénateur américain John McCain (1936-2018) naît sur la base de Coco Solo.

## Galerie

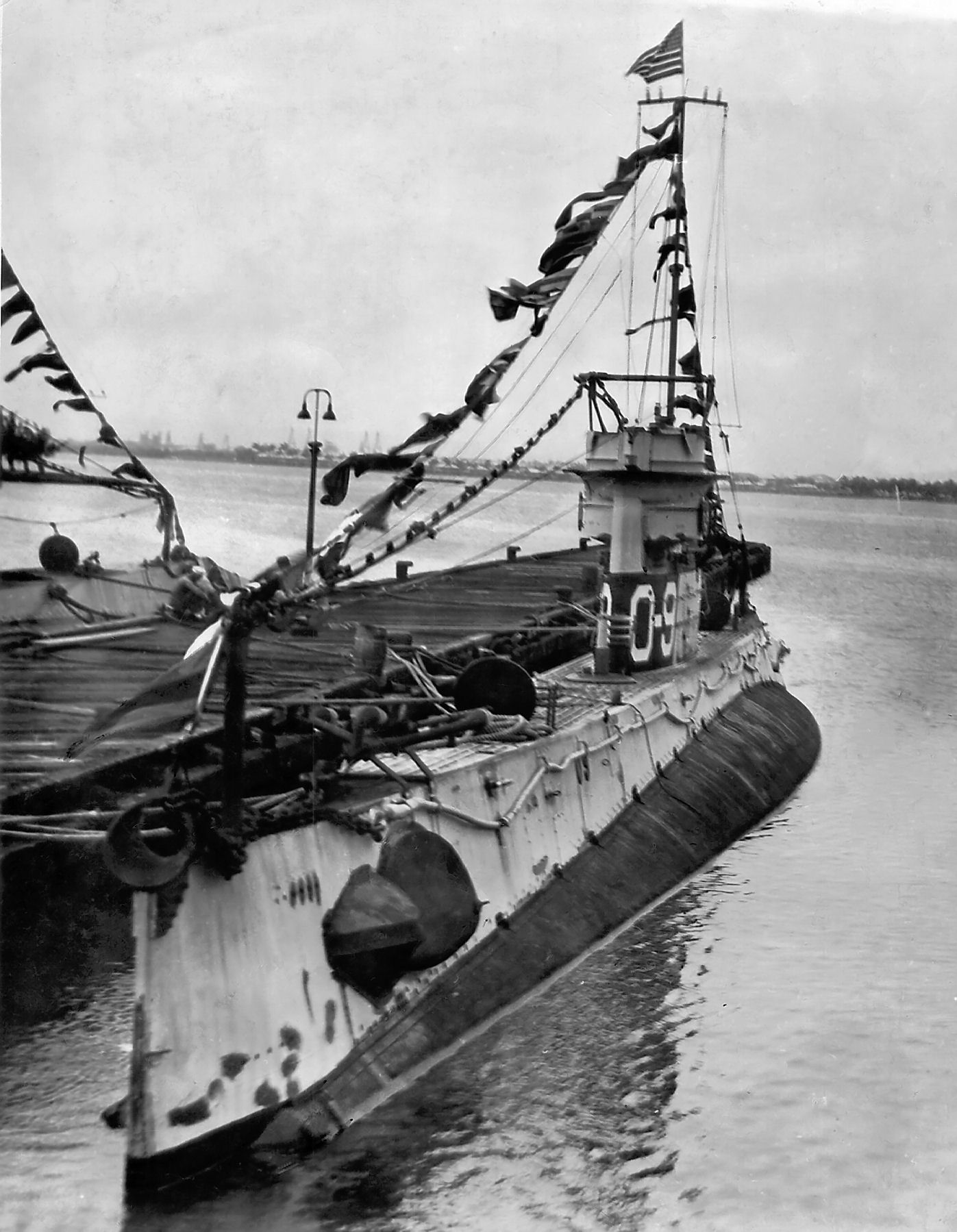
Le USS O-9 (SS-70) (en) dans la base de Coco Solo en 1928.
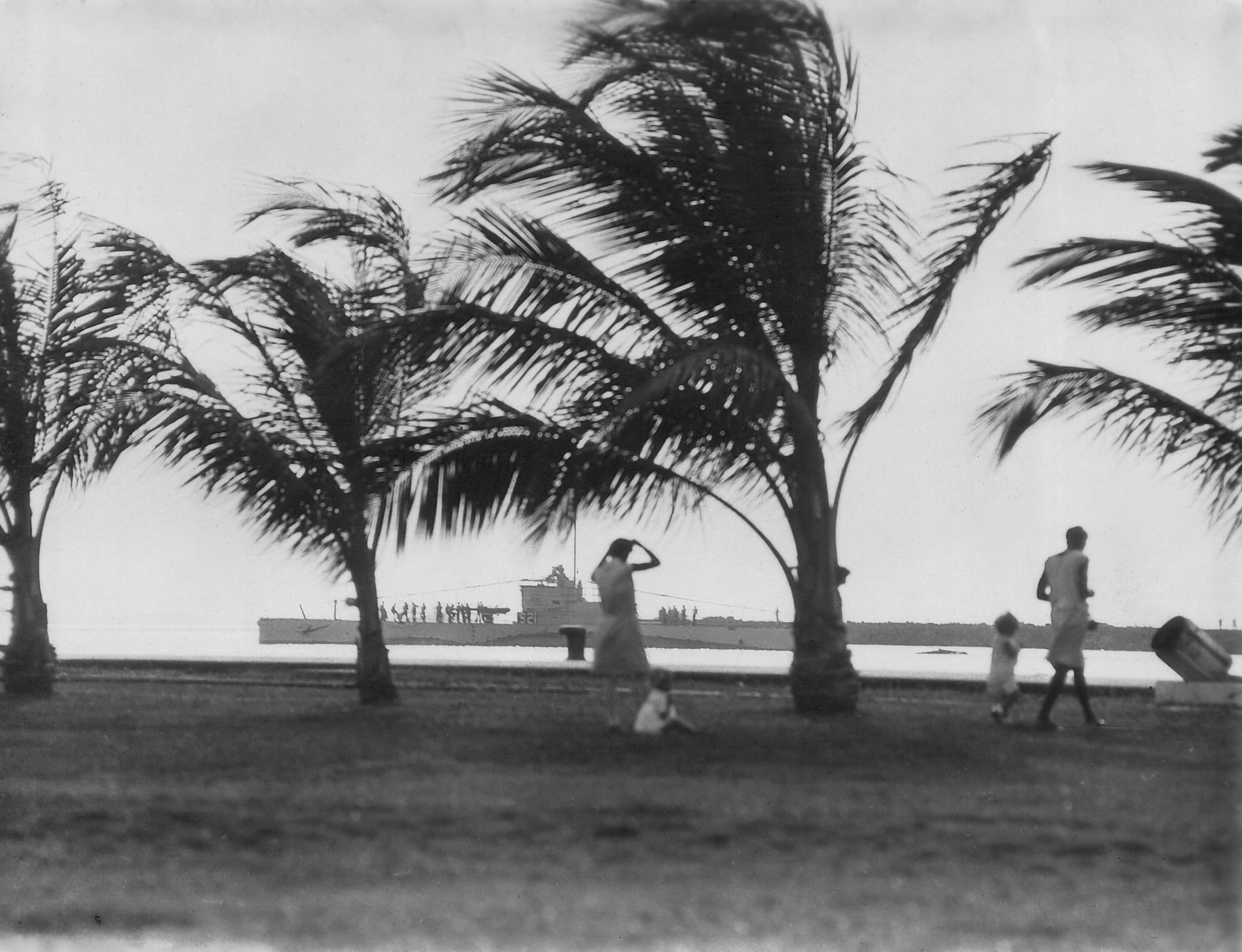
Le USS S-21 en 1927 à Coco Solo.